# Flussgott

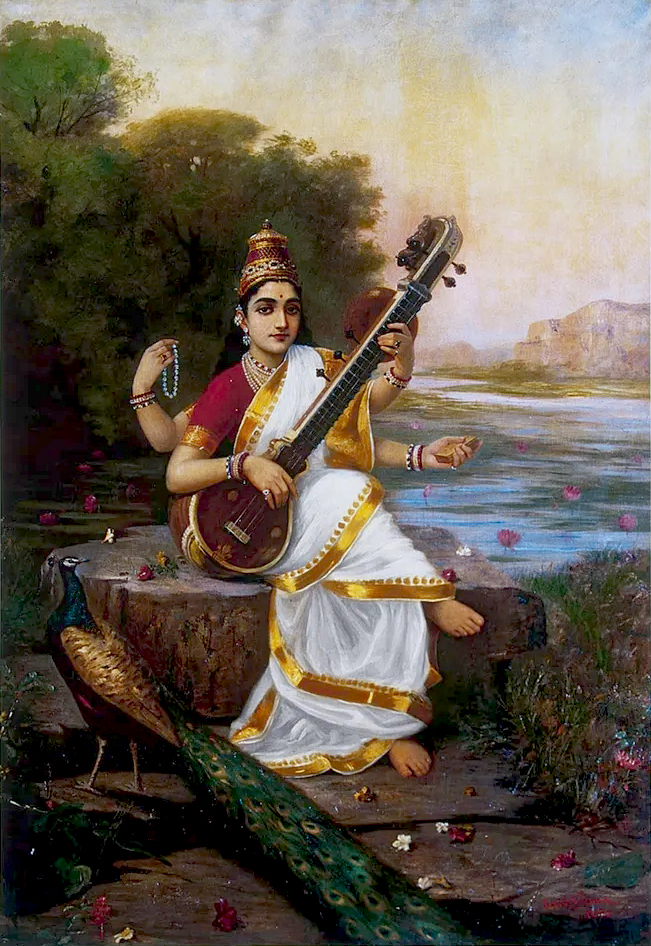
Darstellung der indischen Flussgöttin Sarasvati, Gemälde von 1896

Flussgottheiten werden in vielen Kulturen verehrt. Sie sind insbesondere im indoeuropäischen Sprachbereich gut bezeugt, wie die indische Ganga oder Yamuna, der griechische Acheloos, der römische Tiberinus und in Mitteleuropa der Rhenus oder der Danuvius. In den meisten Fällen handelt es sich um verehrte Flüsse, manchmal sind diese Gottheiten aber rein mythisch, wie die indische Sarasvati, die iranische Anahita oder die griechische Styx.

## Antike
In Griechenland und in Italien wurden viele Flüsse in lokalen Kulten verehrt, einige fanden auch überregionale Verehrung, wie der Acheloos in ganz Griechenland. Flussgötter hatten eigene Tempel, wie der Tiberis Pater in Rom oder der Pamisos in Messenien und eigene Priester, wie der Skamandros. Geopfert wurde ihnen Haarlocken, Tiere und besonders Stiere, die mit den Flüssen in enger kultischer Beziehung standen. So brüllte der Skamandros wie ein Stier und der Acheloos wurde als Mann mit einem Stierkopf dargestellt, während die sizilianischen Flüsse auf Münzen als Jünglinge mit Hörnern abgebildet wurden. Beim Überqueren fremder Flüsse wurden diesen geopfert. Viele Flüsse führen die Ahnenreihen der lokalen Fürsten an, die Römer benannten ihre Flussgötter oft mit dem Zusatz Pater »Vater«. Die Flüsse gelten als unsterblich und nehmen an den Versammlungen der Götter teil.
Die Flussgötter der griechischen Mythologie sind Söhne des Okeanos und der Tethys – die nach Hesiod ein Titanen-Ehepaar darstellen, das unzählige Flussgötter und dreitausend Nymphen, die Okeaniden zeugte; nach den Orphikern, den Anhängern des Dichters und Sängers Orpheus, handelt es sich bei den beiden um jene Geschöpfe der Nacht, die ersten Götter, die sich auch als erstes Paar dem Willen des Eros unterwarfen.

## Außerhalb Griechenlands und des Römischen Reichs
Die Perser erwiesen nach Herodot den Flüssen höchste Ehrfurcht und es war nicht erlaubt, in sie zu urinieren oder zu speien. Andererseits bestrafte Kyros im Zorne den Fluss Gyndes und ließ dessen Wasser in unzähligen Kanälen ableiten. Wenn der Maiandros über die Ufer trat, wurde er von den Phrygern bestraft.
Für die Kelten sind mehrere Flussgottheiten inschriftlich bezeugt. Im Gegensatz zu griechischen und römischen Flussgottheiten, die meist männlich sind, können sie bei den Kelten männlich oder weiblich auftreten. So waren die Götter des Rheins (Rhenus Pater) und der Donau (Danuvius) männliche Götter, bei denen geschworen wurde. Dagegen wurden die Marne (Matrona »Große Mutter«) und die Seine (dea Sequana) als Muttergöttinnen verehrt. Letzterer war ein bedeutendes Heiligtum im Quellgebiet geweiht.
Für die Germanen ist die Verehrung von Flussgöttern ebenfalls bezeugt. So brachten die Alamannen, als sie im Jahre 553 den Po in Italien überschritten, diesem Menschenopfer dar. Funde beweisen, dass dem Neckar Schmuck und Münzen geopfert wurden.
Samedan zeigt auf dem Wappen einen nicht namentlich blasonierten Flussgott mit Ruder und Wassergefäss.